# Società Sportiva Calcio Palermo 1971-1972
Questa voce raccoglie le informazioni riguardanti la Società Sportiva Calcio Palermo nelle competizioni ufficiali della stagione 1971-1972.

## Stagione
Nella stagione 1971-1972 il Palermo disputa il campionato di Serie B, con 48 punti in classifica ottiene il terzo posto e sale in Serie A con la Ternana prima con 50 punti e la Lazio seconda con 49 punti. Retrocedono il Livorno con 26 punti, il Sorrento con 25 punti ed il Modena con 22 punti.
Dopo due anni di purgatorio in Serie B il Palermo ottiene la promozione in Serie A (la settima della sua storia), terminando il campionato al 3º posto finale con la miglior difesa del torneo con solo 22 gol subiti, dopo che ha conteso il primato alle future neopromosse Ternana e Lazio. Il punto di forza della squadra è il "fortino" della Favorita, in casa la squadra conquista 34 punti sui 38 disponibili e resiste anche alle rimonte sulla lotta del salto di categoria di Como e Reggiana. L'artefice di tutto questo è soprattutto l'allenatore Benigno De Grandi (detto "ninetto"), un calciatore rosanero negli anni '50, che l'anno precedente si meritò la conferma sulla panchina palermitana dopo che raggiunse la salvezza a metà classifica con una gran rimonta, visto che prima del suo arrivo il club si trovava nelle zone basse della graduatoria rischiando la retrocessione. De Grandi però in estate, nonostante la bella stagione rosanero culminata con il ritorno in Serie A, non viene confermato per la nuova annata nella massima serie per scelte di mercato, ma verrà sostituito da Umberto Pinardi. In Coppa Italia la compagine arriva ultima nel girone 3 della prima fase, con tre sconfitte e un pareggio. Miglior marcatore stagionale Enzo Ferrari autore di 12 reti.

## Organigramma societario
Area direttiva
- Presidente: Renzo Barbera
- Vice Presidente: Giovanni Grasso
- Consigliere: Giovanni Matta
- Consigliere: Gerlando Miccichè

Area tecnica
- Allenatore: Benigno De Grandi

Area sanitaria
- Medico sociale: Salvatore Matracia
- Preparatore atletico: Enzo Masi
- Massaggiatore: Matteo Battiati

## Rosa
| N. |                   | Ruolo | Calciatore        |
| -- | ----------------- | ----- | ----------------- |
|    | Italia (bandiera) | P     | Sergio Girardi    |
|    | Italia (bandiera) | P     | Giovanni Ferretti |
|    | Italia (bandiera) | P     | Angelo Bellavia   |
|    | Italia (bandiera) | D     | Spartaco Landini  |
|    | Italia (bandiera) | D     | Luigi Pasetti     |
|    | Italia (bandiera) | D     | Franco Landri     |
|    | Italia (bandiera) | D     | Ido Sgrazzutti    |
|    | Italia (bandiera) | D     | Gianni Palanca    |
|    | Italia (bandiera) | C     | Erminio Favalli   |
|    | Italia (bandiera) | C     | Edoardo Reja      |

| N. |                   | Ruolo | Calciatore            |
| -- | ----------------- | ----- | --------------------- |
|    | Italia (bandiera) | C     | Ignazio Arcoleo       |
|    | Italia (bandiera) | C     | Carlo Lancini         |
|    | Italia (bandiera) | C     | Leonardo Di Francesco |
|    | Italia (bandiera) | C     | Fabio Ferrario        |
|    | Italia (bandiera) | C     | Alberto Arbitrio      |
|    | Italia (bandiera) | A     | Sandro Vanello        |
|    | Italia (bandiera) | A     | Enzo Ferrari          |
|    | Italia (bandiera) | A     | Silvino Bercellino    |
|    | Italia (bandiera) | A     | Gaetano Troja         |
|    | Italia (bandiera) | A     | Carmelo Cassarino     |

## Risultati

### Serie B

#### Girone di andata
| Reggio Calabria 26 settembre 1971 1ª giornata | Reggina       | 0 – 0 | Palermo | Stadio Comunale\| Arbitro: \| Motta (Monza) \| |
| Arbitro:                                      | Motta (Monza) |       |         |                                                |

| Arbitro: | Bianchi (Firenze) |

|                                                  |           |  |
| Vanello 35’ Troja 61’, 81’ (rig.) E. Ferrari 75’ | Marcatori |  |

| Arbitro: | Frasso (Capua) |

|                                       |           |           |
| Urban 16’ (rig.), 37’ Martellossi 84’ | Marcatori | 60’ Troja |

| Arbitro: | Gussoni (Tradate) |

|            |           |  |
| Lancini 8’ | Marcatori |  |

| Taranto 24 ottobre 1971 5ª giornata | Taranto            | 0 – 0 | Palermo | Stadio Salinella\| Arbitro: \| Reggiani (Bologna) \| |
| Arbitro:                            | Reggiani (Bologna) |       |         |                                                      |

| Arbitro: | Motta (Monza) |

|                              |           |  |
| Favalli 48’ (rig.) Troja 83’ | Marcatori |  |

| Arbitro: | Stagnoli (Bologna) |

|                       |           |  |
| Troja 32’ Vanello 67’ | Marcatori |  |

| Arbitro: | Branzoni (Pavia) |

|                                |           |                            |
| Massa 20’ Chinaglia 49’ (rig.) | Marcatori | 47’ (rig.), 72’ E. Ferrari |

| Livorno 21 novembre 1971 9ª giornata | Livorno           | 0 – 0 | Palermo | Stadio Ardenza\| Arbitro: \| Toselli (Cormons) \| |
| Arbitro:                             | Toselli (Cormons) |       |         |                                                   |

| Arbitro: | Gussoni (Tradate) |

|             |           |  |
| Arcoleo 59’ | Marcatori |  |

| Arbitro: | Barbaresco (Cormons) |

|                  |           |  |
| Mastropasqua 54’ | Marcatori |  |

| Arbitro: | Bernardis (Roma) |

|                |           |  |
| E. Ferrari 88’ | Marcatori |  |

| Palermo 19 dicembre 1971 13ª giornata | Palermo            | 0 – 0 | Arezzo | Stadio La Favorita\| Arbitro: \| Carminati (Milano) \| |
| Arbitro:                              | Carminati (Milano) |       |        |                                                        |

| Arbitro: | Stagnoli (Bologna) |

|               |           |  |
| Trinchero 67’ | Marcatori |  |

| Arbitro: | Moretto (San Donà di Piave) |

|  |           |           |
|  | Marcatori | 10’ Troja |

| Arbitro: | Campanini (Finale Emilia) |

|                                |           |               |
| E. Ferrari 62’ F. Ferrario 80’ | Marcatori | 67’ Navarrini |

| Arbitro: | Reggiani (Bologna) |

|                       |           |  |
| E. Ferrari 49’ (rig.) | Marcatori |  |

| Arbitro: | Monti (Ancona) |

|           |           |                |
| Canzi 19’ | Marcatori | 43’ E. Ferrari |

| Arbitro: | Marino (Taranto) |

|                   |           |  |
| S. Bercellino 63’ | Marcatori |  |

#### Girone di ritorno
| Arbitro: | Bianchi (Firenze) |

|            |           |  |
| E. Ferrari | Marcatori |  |

| Arbitro: | Casarin (Milano) |

|  |           |             |
|  | Marcatori | 58’ Lancini |

| Arbitro: | Branzoni (Pavia) |

|             |           |  |
| Favalli 28’ | Marcatori |  |

| Arbitro: | Ciacci (Firenze) |

|           |           |                |
| Baisi 58’ | Marcatori | 32’ E. Ferrari |

| Arbitro: | Carminati (Milano) |

|                                            |           |  |
| E. Ferrari 42’ (rig.) F. Ferrario 47’, 72’ | Marcatori |  |

| Arbitro: | Cantelli (Firenze) |

|                      |           |  |
| Diomedi 11’ Cané 53’ | Marcatori |  |

| Arbitro: | Lazzaroni (Milano) |

|                                       |           |  |
| Speggiorin 63’ Corradi 82’ Manera 90’ | Marcatori |  |

| Palermo 2 aprile 1972 27ª giornata | Palermo          | 0 – 0 | Lazio | Stadio La Favorita\| Arbitro: \| Torelli (Milano) \| |
| Arbitro:                           | Torelli (Milano) |       |       |                                                      |

| Arbitro: | Marino (Taranto) |

|                   |           |  |
| S. Bercellino 42’ | Marcatori |  |

| Foggia 16 aprile 1972 29ª giornata | Foggia            | 0 – 0 | Palermo | Stadio Pino Zaccheria\| Arbitro: \| Gussoni (Tradate) \| |
| Arbitro:                           | Gussoni (Tradate) |       |         |                                                          |

| Palermo 23 aprile 1972 30ª giornata | Palermo        | 0 – 0 | Ternana | Stadio La Favorita\| Arbitro: \| Trono (Torino) \| |
| Arbitro:                            | Trono (Torino) |       |         |                                                    |

| Arbitro: | Francescon (Padova) |

|              |           |  |
| Galletti 53’ | Marcatori |  |

| Arbitro: | Casarin (Milano) |

|             |           |               |
| Incerti 79’ | Marcatori | 2’ E. Ferrari |

| Arbitro: | Barbaresco (Cormons) |

|                              |           |                 |
| S. Bercellino 19’ Landri 66’ | Marcatori | 32’, 49’ Turini |

| Arbitro: | Levrero (Genova) |

|                   |           |  |
| S. Bercellino 57’ | Marcatori |  |

| Arbitro: | Lazzaroni (Milano) |

|                                  |           |  |
| Udovicich 79’ Landini 87’ (aut.) | Marcatori |  |

| Arbitro: | Monti (Ancona) |

|              |           |           |
| Ballabio 32’ | Marcatori | 19’ Troja |

| Arbitro: | Carminati (Milano) |

|                          |           |  |
| Troja 20’ E. Ferrari 87’ | Marcatori |  |

| Napoli 18 giugno 1972 38ª giornata | Sorrento         | 0 – 0 | Palermo | Stadio San Paolo\| Arbitro: \| Bernardis (Roma) \| |
| Arbitro:                           | Bernardis (Roma) |       |         |                                                    |

### Coppa Italia

#### Girone 3
| 29 agosto 1971 1ª giornata |  | – Turno di riposo PALERMO |  |  |

| Palermo 5 settembre 1971 2ª giornata | Palermo         | 0 – 0 | Verona | Stadio La Favorita\| Arbitro: \| Giunti (Arezzo) \| |
| Arbitro:                             | Giunti (Arezzo) |       |        |                                                     |

| Arbitro: | Panzino (Catanzaro) |

|                          |           |                   |
| Scarpa 54’ Giannotti 60’ | Marcatori | 62’ S. Bercellino |

| Arbitro: | Casarin (Milano) |

|  |           |            |
|  | Marcatori | 63’ Spelta |

| Arbitro: | Pieroni (Roma) |

|                    |           |  |
| Improta 28’ (rig.) | Marcatori |  |

## Statistiche

### Statistiche di squadra
| Competizione | Punti | In casa | In casa | In casa | In casa | In casa | In casa | In trasferta | In trasferta | In trasferta | In trasferta | In trasferta | In trasferta | Totale | Totale | Totale | Totale | Totale | Totale | DR  |
| Competizione | Punti | G       | V       | N       | P       | Gf      | Gs      | G            | V            | N            | P            | Gf           | Gs           | G      | V      | N      | P      | Gf     | Gs     | DR  |
| ------------ | ----- | ------- | ------- | ------- | ------- | ------- | ------- | ------------ | ------------ | ------------ | ------------ | ------------ | ------------ | ------ | ------ | ------ | ------ | ------ | ------ | --- |
| Serie B      | 48    | 19      | 15      | 4       | 0       | 26      | 3       | 19           | 2            | 10           | 7            | 9            | 19           | 38     | 17     | 14     | 7      | 35     | 22     | +13 |
| Coppa Italia | 1     | 2       | 0       | 1       | 1       | 0       | 1       | 2            | 0            | 0            | 2            | 1            | 3            | 4      | 0      | 1      | 3      | 1      | 4      | -3  |
| Totale       |       | 21      | 15      | 5       | 1       | 26      | 4       | 21           | 2            | 10           | 9            | 10           | 22           | 42     | 17     | 15     | 10     | 36     | 26     | +10 |

### Statistiche dei giocatori
| Giocatore       | Serie B  | Serie B | Coppa Italia | Coppa Italia | Totale   | Totale |
| Giocatore       | Presenze | Reti    | Presenze     | Reti         | Presenze | Reti   |
| --------------- | -------- | ------- | ------------ | ------------ | -------- | ------ |
| A. Arbitrio     | 11       | 0       | 1            | 0            | 12       | 0      |
| I. Arcoleo      | 34       | 1       | 4            | 0            | 38       | 1      |
| A. Bellavia     | -        | -       | 3            | -3           | 3        | -3     |
| S. Bercellino   | 20       | 4       | 3            | 1            | 23       | 5      |
| L. Di Francesco | 14       | 0       | -            | -            | 14       | 0      |
| E. Favalli      | 32       | 2       | 4            | 0            | 36       | 2      |
| E. Ferrari      | 35       | 12      | 3            | 0            | 38       | 12     |
| F. Ferrario     | 18       | 3       | 4            | 0            | 22       | 3      |
| G. Ferretti     | 2        | -1      | -            | -            | 2        | -1     |
| S. Girardi      | 37       | -21     | 1            | -1           | 38       | -22    |
| C. Lancini      | 13       | 2       | -            | -            | 13       | 2      |
| S. Landini      | 38       | 0       | 4            | 0            | 42       | 0      |
| F. Landri       | 36       | 1       | 4            | 0            | 40       | 1      |
| Modica          | 3        | 0       | 1            | 0            | 4        | 0      |
| G. Palanca      | 6        | 0       | 3            | 0            | 9        | 0      |
| L. Pasetti      | 26       | 0       | 4            | 0            | 30       | 0      |
| E. Reja         | 29       | 0       | 4            | 0            | 33       | 0      |
| I. Sgrazzutti   | 38       | 0       | 1            | 0            | 39       | 0      |
| G. Troja        | 24       | 8       | 3            | 0            | 27       | 8      |
| S. Vanello      | 36       | 2       | 4            | 0            | 40       | 2      |